# Bad Belzig
Bad Belzig település Németországban, azon belül Brandenburgban. Lakosainak száma 11 216 fő (2023. december 31.). Bad Belzig Amt Brück, Wiesenburg/Mark és Görzke községekkel határos.

## Népesség
A település népességének változása:
| Lakosok száma | 11 772 | 11 248 | 11 120 | 11 096 | 11 053 | 11 172 | 11 216 |
|               | 2005   | 2010   | 2015   | 2020   | 2021   | 2022   | 2023   |